# Miriam Lavilla Muñoz
Miriam Lavilla Muñoz (Madrid, España, 30 de enero de 1967) es una escritora española autora de Aceptamos marido como animal de compañía (2009) y  ¿Y para qué quiero enemigas? (2010), ambas publicadas en Editorial Planeta bajo el sello Esencia. La primera de las novelas inaugura dicho sello creado por la editorial para el género chick-lit. En Latinoamérica fueron publicadas bajo el sello Vergara de la Editorial B de México.
Su última novela es Aceptamos lagarta como princesa de cuento (2013) y ha sido editada por Alentia Editorial, S.L. Con ella se ha convertido en la primera mujer española que ha escrito una novela de corte humorístico desde un punto de vista masculino. Desde 2014 está afincada en los Emiratos Árabes Unidos, en la ciudad de Abu Dhabi. Actualmente, reside en Madrid. 